# 袴田巌
袴田 巖（はかまた いわお、1936年（昭和11年）3月10日 - ）は、日本の元死刑囚、元プロボクサー。袴田事件で長期間にわたり死刑確定者となっていたが、2024年10月に再審により無罪判決が確定した。WBC世界フェザー級名誉王者。

## 経歴

### プロボクサーとして
静岡県浜名郡雄踏町（現・浜松市中央区）生まれ。中学卒業後にボクシングを始め、アマチュアでの戦績は15戦8勝7敗、うちノックアウト7。1957年、静岡国体に成年バンタム級出場。
プロボクサーをめざし、1959年に上京して不二拳闘クラブに入門し、岡本不二に師事する。1959年11月にプロデビューし、全戦績は29戦16勝（1KO）10敗3分で最高位は全日本フェザー級6位。1961年5月、身体の不調のためプロボクサーを引退する。年間19戦出場（1960年）は2023年末時点で日本国内最多記録。

### 袴田事件
再起を期しつつ、静岡県清水市（現・静岡市清水区）横砂の有限会社王こがね味噌橋本藤作商店（1972年に「株式会社富士見物産」と改称）に就職。袴田は事件当時、工場2階の寮に住んでいた。
1966年6月30日に同社専務宅で、のちに「袴田事件」と呼ばれる強盗放火殺人事件が発生。専務一家4人が刺殺により殺害されて、37万円の集金袋が奪われ、この民家が放火された。8月18日、当時30歳だった袴田は、容疑者として静岡県警察に逮捕された。巨漢で柔道の有段者である専務と格闘できる人間として、元ボクサーである袴田が疑われた。
取り調べでは当初から無実を主張したが、8月の猛暑の中で日曜日も休まず、連日平均12時間～長い日は16時間50分にわたって警察による取り調べが行なわれた。疲労と睡眠不足に加え、取り調べ中には水も与えられず、自由にトイレにも行けず、時には激しい暴力をふるわれて精神的・肉体的拷問が繰り返され、自白を強要されて調書を取られた。
翌年の1967年8月31日、味噌製造工場にある味噌の1号タンク内から、従業員が血染めの「5点の衣類」を発見。この衣類には、袴田と同じ「B型の血液」が付着していたとされ、袴田の有罪判決における唯一ともいえる物証となった。
取り調べでの自白強要が問題視され、「検事による1通の自白調書」を除いた44通の自白調書は、裁判所で証拠採用されなかった。公判では一貫して無実を主張したが、1968年9月11日、静岡地裁が「死刑判決」を宣告。1976年5月18日、東京高裁が控訴棄却。そして1980年12月12日、最高裁判所で死刑が確定した。

### 死刑判決で収監
1992年8月15日には、袴田巌さんを救う会編『主よ、いつまでですか : 無実の死刑囚・袴田巌獄中書簡』が新教出版社から出版された。
1994年12月24日、教誨師の志村辰弥神父から洗礼を授かる。霊名はパウロ。
2003年3月10日、衆院議員だった保坂展人や弁護団と面会。弁護団とは12年ぶりの面会だった。国を相手に勝訴し5億円の賠償金を手に入れたと思い込む、袴田巌を吸収した全能の神を自称する、姉を姉の偽者として疑うなどの拘禁症状がみられた。

### 47年ぶりに釈放
弁護団による2度の再審請求などを経て、2014年3月27日、静岡地方裁判所が再審開始と死刑および拘置の執行停止を決定、東京拘置所から47年7か月ぶりに釈放された。2014年の第2次請求審において、犯人が着ていたとされたシャツについた血液のDNA型が「袴田元被告と一致しない」との鑑定結果が出て、唯一ともいえる物証が否定されたことが決め手となった。
釈放後は東京都内の病院に2か月間入院して長年の拘置所生活による拘禁反応の症状などの治療を受け、48年ぶりとなる2014年5月27日に故郷の浜松市に帰還。地元の病院でさらに治療を受けたあと、7月1日に退院して姉宅で生活を始めた。
釈放直後の2014年4月6日、大田区総合体育館にて、世界ボクシング評議会（WBC）認定名誉王者のチャンピオンベルトが贈られた。5月19日に後楽園ホールで行われた「ボクシングの日」ファン感謝イベントに本人が来場し贈呈式が催された。

### 再審開始
静岡地方検察庁は2014年3月31日、再審開始決定について東京高等裁判所に即時抗告。
2018年6月11日、東京高裁は再審開始を認めない決定を出した。東京高裁は拘置の執行停止は取り消さなかったため釈放は維持された。弁護側が特別抗告し、最高裁判所は2020年、高裁の決定を取り消して差し戻した。
2023年3月に東京高裁は静岡地裁の決定を支持する決定を出し、東京高等検察庁は特別抗告を断念。死刑確定事件では戦後5例目となる再審の開始が決まった。

### 無罪判決
2024年9月26日に静岡地方裁判所（国井恒志裁判長）で行われた再審により、無罪判決が言い渡された。死刑確定者に対する再審による無罪は、島田事件以来35年ぶりであり、第2次世界大戦終戦より5例目となった。
この判決において、「5点の衣類」の共布と血痕のほか、唯一証拠採用された検察官調書のいずれもが、「捜査機関によって捏造されたもの」だと判断された。
2024年10月8日、検察側が控訴を断念すると表明した。翌9日に検察は上級審へ控訴手続きの放棄を行ったことで、これにより、同日付で袴田の無罪が確定した。

### 刑事補償金と国家賠償
2025年3月24日、静岡地裁は袴田に対し、刑事補償法の上限額となる約2億1700万円の補償を請求通り支払う決定を出した。刑事補償としては過去最高額と見られるという。1日あたり1万2,500円×365日×47年7カ月間の計算となり、上記のような金額となった。
また、これ以外にも、「不法な取り調べ行為」「3つの証拠捏造」について、袴田が国家賠償訴訟を行いそれが認められた場合には、さらに別途に賠償金が支払われる可能性がある。ただし、国家賠償は「検事や刑事が、被疑者が犯人ではないと知りながら証拠を捏造して逮捕勾留したときなどに適用される」ものであり、『故意にやった』ことが明らかにならないとならないため、一般的にハードルが高いものである。
しかし、袴田の場合は「捏造があった」と静岡地裁が認めており、検察も控訴を断念していることや、逮捕から58年・死刑判決を受けて47年にわたって人権を奪われていることから、それらを含めて総合的な判断が求められている。

## 人物

### 姓の読み
一般的には袴田が「はかまだ」と呼ばれることが多いが、家族や弁護団は「はかまた」を正式な読み方としている。名字の「○田」の田は「だ」と読むことが圧倒的に多いため、1981年の再審請求以降に「袴田事件」として知られるようになった際、「はかまだ」読みが広がったとみられる。

## ギネス世界記録
2013年4月9日までに「世界でもっとも長く収監されている死刑囚」として、ギネス世界記録に認定されていることが判明した。ギネスの公式サイトによると、1審の静岡地方裁判所で死刑判決を受けた1968年9月から2010年1月までの42年間収監されていることが、ギネス世界記録認定の対象となった。

## 出演

### 映画
すべてドキュメンタリー。
- 『BOX 袴田事件 命とは』2010年5月29日 - 事件と裁判を描いた
- 『ふたりの死刑囚』東海テレビ放送、2015年[25]
- 『袴田巌 夢の間の世の中』キムーンフィルム、2016年[26]
- 『獄友』キムーンフィルム、2017年[27]
- 『48 years – 沈黙の独裁者』2018年
- 『拳と祈りー袴田巌の生涯ー』2024年

### テレビ
- 『死刑囚と姉 －袴田事件50年－』テレビ静岡、2016年7月26日放送[28]
- ETV特集「獄友たちの日々」（2017年、NHK Eテレ）制作：キムーンフィルム[29]
- NNNドキュメント'18『我、生還す －神となった死刑囚・袴田巖の52年－』中京テレビ放送、2018年10月15日放送[30]
- ドキュメンタリー解放区『袴田事件57年 ～再審の壁～』TBS、2023年08月07日放送[31]